# Aleksandr Sergeyevich Dargomyzhsky
Aleksandr Sergeyevich Dargomyzhsky (tiếng Nga: Александр Сергеевич Даргомыжский) (1813-1869) là nhà soạn nhạc, nghệ sĩ piano người Nga.

## Cuộc đời và sự nghiệp
Aleksandr Dargomyzhsky học âm nhạc từ khi còn trẻ tại nhà gồm học chơi vĩ cầm, piano và hát. Sau đó, Dargomyzhsky gặp Mikhail Glinka vào năm 1834, bắt đầu đi sâu vào nghiên cứu âm nhạc. Năm 1853, Dargomyzhsky trở nên nổi tiếng nhờ có buổi hòa nhạc tại Sankt-Peterburg giới thiệu các tác phẩm của ông. Sau đó, ông còn tham gia thành lập Hội Âm nhạc Nga. Năm 1867]], Dargomyzhsky được bầu làm chủ tịch chính nhánh tại Sankt-Peterburg.

## Phong cách sáng tác
Aleksandr Dargomyzhsky đã kế thừa những truyền thống nhân dân, dân tộc Nga từ người tiền bối Mikhail Glinka, mở ra những phương thức biểu hiện mới trong âm nhạc. Đặc biệt, Dargomyzhsky đã sáng tạo hát nói (recitativ) kiểu mới, vừa không mất tính giai điệu, vừa truyền đạt mọi sắc thái, màu sắc của giọng nói con người.

## Các tác phẩm
Aleksandr Dargomyzhsky đã viết :
- Các vở opera, nổi bật có:

- Esmeralda (dựa theo tác phẩm của Victor Hugo, 1838)
- Rusalka (dựa theo tác phẩm cùng tên của Aleksandr Sergeyevich Pushkin, 1856)
- Vị khách bằng đá (1866-1869, được Nikolay Rimsky-Korsakov và César Cui hoàn chỉnh vào năm 1872)

- Các tác phẩm cho dàn nhạc giao hưởng, tiểu biểu là bản fantasy Baba Yaga
- hai bản tứ tấu
- Gần 100 bản romance, tiêu biểu có:

- Tôi buồn
- Con giun
- Viên cai già

- Các bản nhạc dành cho hợp xướng